# 鍾承露
鍾承露，安徽舒城人，清朝政治人物。蔭生出身。
道光五年，接替李震。署任江蘇荆溪縣知縣。后由穆晉泰接任。